# Kazimierz Nitsch
Kazimierz Ignacy Nitsch (2. února 1874, Krakov – 26. září 1958, tamtéž) byl polským univerzitním profesorem, jazykovědcem, slavistou, historikem jazyka polského a také dialektologem.
Mezi jeho nejvýznamnější díla patří spis Dialekty języka polskiego, či Mowa ludu polskiego (1911). Studoval mimo jiné i dialekty na Těšínsku.
Jeho manželkou byla polská spisovatelka a literární kritička Aniela Gruszecka.